# 奥列格·先佐夫
奥列格·根纳季耶维奇·先佐夫（羅馬化：Oleh Hennadiiovych Sentsov；1976年7月13日—），乌克兰俄裔电影制片人、作家、社会活动家。俄罗斯吞并克里米亚后，俄羅斯聯邦安全局于2014年5月将其逮捕，2015年8月俄罗斯法院裁定策划恐怖主义行为罪名成立，被判20年监禁。国际特赦组织等人权组织认为当局捏造罪名。2018年，先佐夫获得欧洲议会萨哈罗夫奖。2019年9月7日因乌克兰和俄罗斯交换囚犯获释。2022年俄羅斯入侵烏克蘭期間，他加入烏克蘭軍隊。

## 履历

### 早年
1976年7月13日，先佐夫出生于乌克兰苏维埃社会主义共和国克里米亚州辛菲罗波尔，俄裔烏克蘭人。1993年到1998年，先佐夫就读于基辅国立经济大学。他曾创作了两部短片，一部是《香蕉鱼的美好一天》（«Добре ловиться рибка-бананка»，2008年），另一部是《公牛角》（«Рік Бика»，2009年）。2012年，他的长片处女作《玩家》参与了鹿特丹电影节。作品在多个电影节上一举成名，帮助他稳夺下部长片《犀牛》的资金。不过，这部原计划于2014年夏季开拍的电影，因后来乌克兰亲欧盟示威运动的爆发搁置。
抗议运动爆发后，先佐夫加入AutoMaidan汽车抗议组织。2014年克里米亚危机期间，先佐夫向被困于克里米亚营地的乌克兰军人分发食物和补给，而他本人不认可俄罗斯合并克里米亚。

### 逮捕入狱
2014年5月11日，俄羅斯聯邦安全局以涉嫌“策划恐怖主义行为”的理由逮捕先佐夫。他和根纳季·阿法纳西耶夫、阿列克谢·奇里尼和亚历山大·科利琴科成了四名涉嫌在辛菲罗波尔、雅尔塔和塞瓦斯托波尔等克里米亚城市的桥梁、电线和公共古迹策划恐怖袭击，被俄罗斯联邦安全局扣押的乌克兰公民。一经定罪，四人会面临最高20年监禁。
先佐夫无罪名被扣押三个星期后，联邦安全局指控四名乌克兰人“加入恐怖社群，于2014年5月9日胜利日利用土制设备在森菲罗波尔长明灯和列宁纪念像附近策动恐怖袭击、2014年4月14日和18日向公共组织俄罗斯克里米亚共同体及统一俄罗斯办公室纵火”。四人还被控乌克兰民族主义准军事组织右区的成员，不过先佐夫和右区均否认该指控。俄罗斯检方表示先佐夫承认密谋恐怖袭击。然而，代表他的律师德米特里·金泽（Дмитро Дінзе）否认认罪，先佐夫本人和他表示，自己曾遭到殴打，在奸污的威胁下被迫认罪。金泽表示，调查人员拒绝开案子调查虐待的指控，认为先佐夫有施虐受虐倾向，自残造成身体淤青。
2014年5月19日，先佐夫被关押在莫斯科列福尔托沃监狱。2014年6月26日，俄罗斯公民社会与人权总统委员会呼吁副检察长维克托·格林（Виктор Грин）审视逮捕先佐夫和科尔琴科的周围情况。委员会网站后来贴出回复，表示检察官认为没有改变两位嫌疑人的拘留条件的理由。2014年7月7日，先佐夫的拘留期限延长到10月11日，2014年10月再度延至2015年1月11日。
俄罗斯方面禁止乌克兰当局联络或帮助先佐夫。先佐夫表示，他被剥夺了乌克兰国籍。2019年8月，传闻指有可能会与被交换囚犯，而他也从北极的监狱转移到莫斯科的监狱。

### 审判

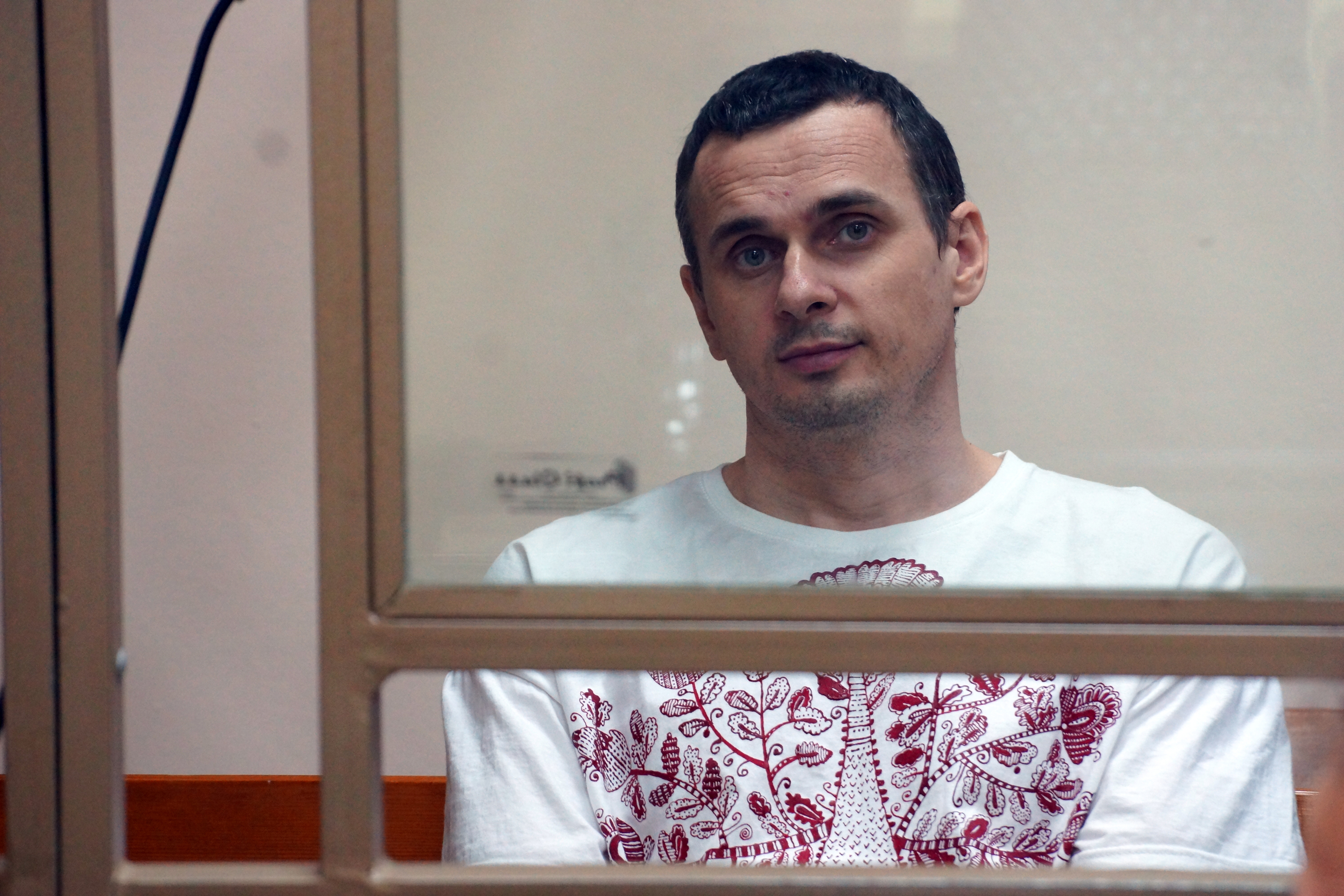
先佐夫接受审判。

2015年7月21日，在国际的抗议声及佩德罗·阿尔莫多瓦尔、肯·洛奇、陶尔·贝洛和维姆·文德斯四位欧洲电影导演的联名公开信抗一下，先佐夫涉嫌恐怖活动的审判开庭。
控方主要证人根纳季·阿法纳西耶夫于7月31日的庭审中撤回证词，表示作证时遭到胁迫 。阿法纳西耶夫表示，他的代理人实际上遭到了折磨，包括电击。另一位主要证人阿列克谢·奇里尼则拒绝在庭上作证。
8月25日，顿河畔罗斯托夫的法院判处先佐夫25年监禁。之后，他被囚禁于雅库茨克。最初，先佐夫在俄罗斯联邦的萨哈共和国服刑，2017年9月被转到俄罗斯最北端亚马尔-涅涅茨自治区的监狱。先佐夫拒绝家人探视，因他观察到访客离开后，其他囚犯都会“陷入可怕的忧郁中”。2016年10月，俄罗斯声称先佐夫是俄罗斯公民，拒绝引渡他到乌克兰。

### 服刑
先佐夫在俄罗斯北部亚马尔-涅涅茨自治区拉貝特南吉罪犯流放地。2018年5月14日，先佐夫开始无限期绝食，抗议乌克兰在俄罗斯关押政治犯，要求获释。经过长达145天的绝食，出于健康考虑和被迫进食的威胁，他结束抗议。

### 各方反应

#### 乌克兰
乌克兰检察专员瓦列里亚·卢特科夫斯卡娅表示，罗斯托夫法院对乌克兰人奥列格·先佐夫和亚历山大·克利琴科的判决构成国籍歧视。乌克兰外交部批评判决是“司法闹剧”。

#### 俄罗斯

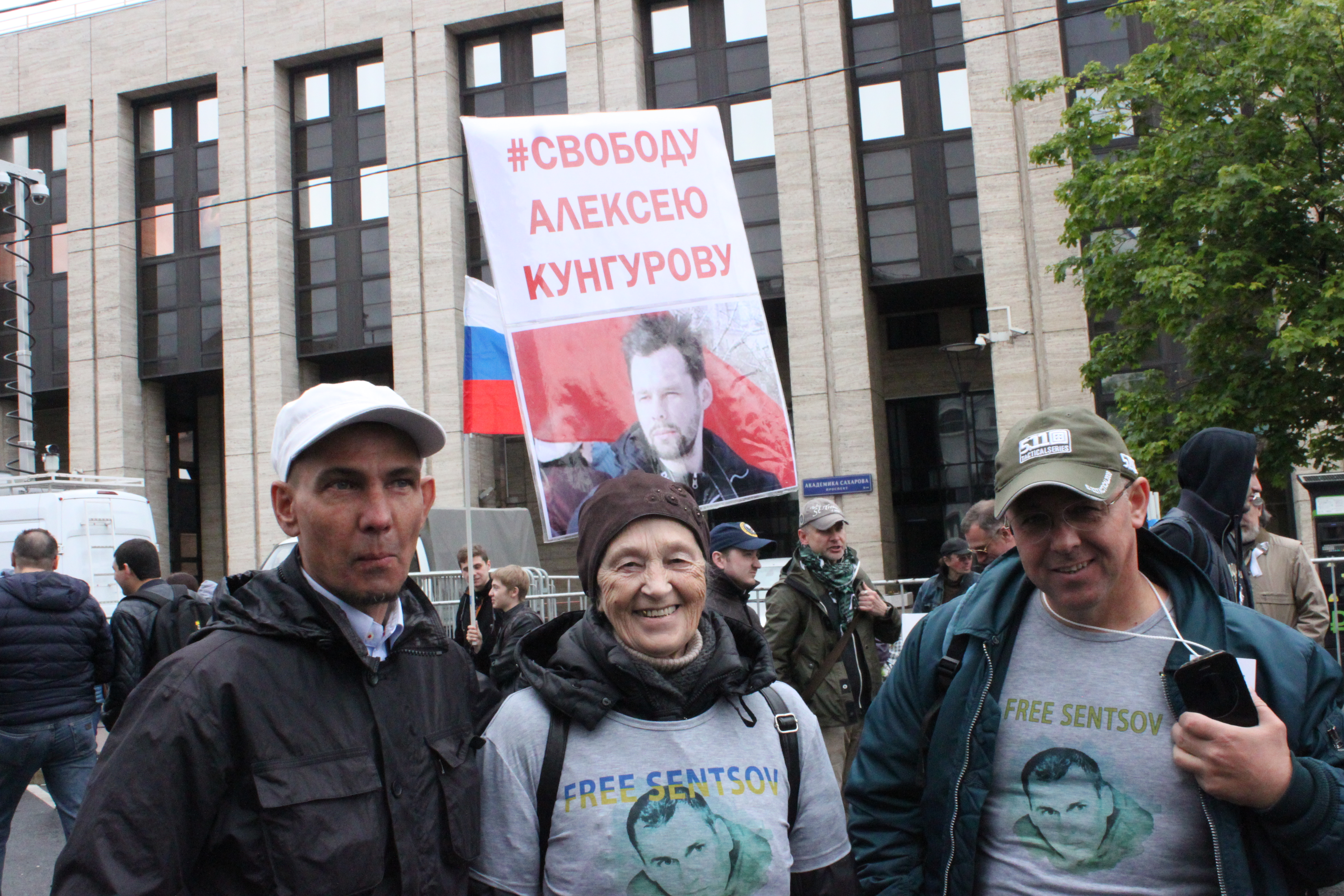
2018年6月10日，出席莫斯科反普京集会的民众穿着印有“释放先佐夫”字样的T恤衫。

60多位俄罗斯国际笔会成员及尼基塔·米亥科夫、安德烈·萨金塞夫和亚历山大·索科洛夫等俄罗斯导演支持先佐夫。
人权中心纪念馆宣布先佐夫和克利琴科为俄罗斯的政治犯。

#### 国际社会
欧洲联盟和美国谴责拘留先佐夫，要求释放。
欧洲联盟委员会外交和安全政策高级代表费代丽卡·莫盖里尼认为案件有悖于国际法和司法基本标准。
西方国家政府、国际特赦组织和欧洲电影学院迈克·唐尼（Mike Downey）认为审讯过程是作秀公审。
美国认为量刑是“司法不公”，表示“先佐夫先生和克利琴科由于反对俄罗斯试图吞并克里米亚，成了当局的眼中钉”，认为两人“在乌克兰领土上被劫为人质”，呼吁俄罗斯“兑现明斯克协议的承诺，立即释放奥列格·先佐夫、亚历山大·克利琴科、纳季娅·萨夫琴科及其余人质”。
德国政府人权与人道主义事务特使发表声明，表示对刑期的严重程度表示“震惊”，敦促俄罗斯欧洲委员会的囚犯人道待遇规则。
2014年6月10日，欧洲导演阿格涅丝卡·霍兰、肯·洛奇、麥克·李、佩德罗·阿尔莫多瓦尔经由欧洲电影学院致函俄罗斯当局，要求撤销对先佐夫的指控，调查酷刑指控。伊朗电影导演莫森·玛克玛尔巴夫在威尼斯电影节上代表先佐夫领取罗伯特·布雷森奖，他在获奖感言中表示给先佐夫定罪是非常明显的司法不公，批评俄罗斯当局利用他的刑期恐吓俄罗斯全社会，尤其是知识分子和艺术家。
欧洲议会支持要求立即释放先佐夫等俄罗斯政治犯的决议。决议投票前，欧洲议会的所有主要政治组织讨论了俄罗斯的人权状况，呼吁释放先佐夫等158位在押政治犯。与会人士强调需要继续制裁行动，给克里姆林宫施加压力，敦促欧洲领导人和外交官不出席6月14日在俄罗斯开幕的世界杯足球赛。
2018年6月15日，波兰众议院通过一项要求俄罗斯释放所有因政治原因入狱的乌克兰人。在决议中，代表特别要求释放奥列格·先佐夫、亚历山大·科尔琴科和罗曼·苏先科。
2018年9月24日，先佐夫荣膺巴黎荣誉市民。10月25日，欧洲议会向先佐夫颁发萨哈罗夫奖，《卫报》认为此举是在责难俄罗斯总统弗拉基米尔·普京。
2018年11月，联合国大会通过要求紧急释放乌克兰公民奥列格·先佐夫、弗拉基米尔·巴鲁赫和埃米尔·乌赛因·库库。

## 获释

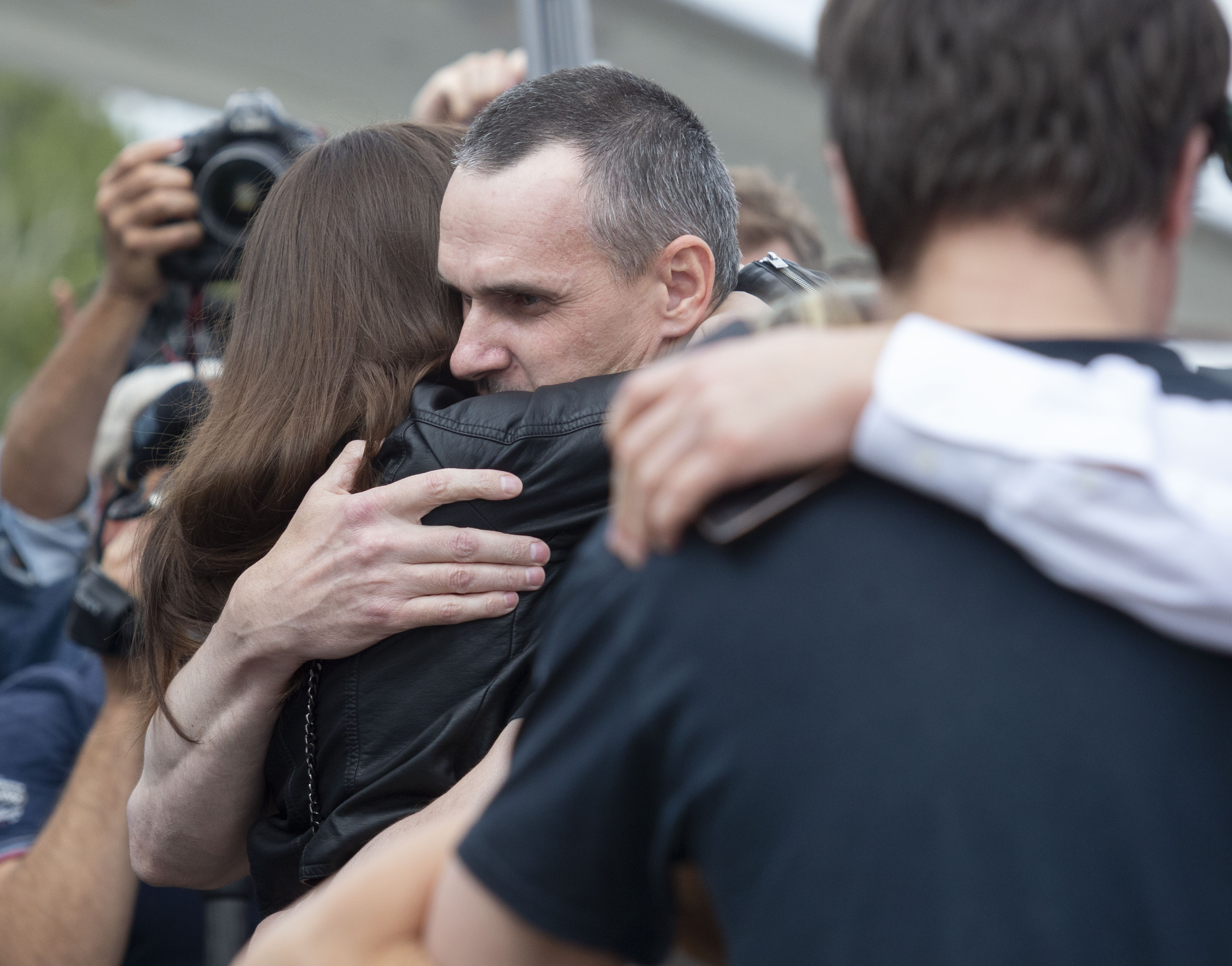
先佐夫在乌克兰与家人团聚。

2019年9月7日，乌克兰与俄罗斯两国交换囚犯，先佐夫获释。当天，他和其他重获自由的囚犯回到基辅，受到乌克兰总统弗拉基米尔·泽连斯基的热烈欢迎，先佐夫也和家人团聚。
美国、法国、德国等国家，北大西洋公约组织、欧洲安全与合作组织和欧洲议会等国际及地区组织欢迎两国交换释放囚犯。

## 獲釋後
2020年第70屆柏林影展上放映了先佐夫的電影《電話號碼》（Номера）。這部電影是他被俄羅斯拘禁期間創作的。
2022年俄羅斯入侵烏克蘭期間，先佐夫加入了烏克蘭武裝部隊下屬的基輔國土防禦部隊，他呼籲國際電影界抵制俄羅斯電影。

## 作品

### 电影
| 2011 | 《玩家》                                |  |  |  |  |      | 纪录片 |
| 2013 | 《犀牛》                                |  |  |  |  |      | 未完成 |
| 2017 | 《大审判：俄罗斯政府对决奥列格·先佐夫》 |  |  |  |  | 客串 | 纪录片 |

### 散文集
- «Купите книгу — она смешная»（《买下这本书吧，很有趣的》，2014年）[65]
- «Рассказы»（《故事集》，2015年）

### 戏剧
- «Номера»（《电话号码》）[66]

## 家庭
育有一女奧蓮娜和一子弗拉迪斯拉夫。